# 筑波エクスプレス
もしかして
- 首都圏新都市鉄道つくばエクスプレス

ではありませんか？